# 浜田あけぼの水産
株式会社浜田あけぼの水産（はまだあけぼのすいさん）は、島根県浜田市原井町に本社を置き、沖合底びき網漁業を行っている企業。

## 概要
島根県浜田港と山口県下関港を拠点に3船団（1船団は漁船2隻）で、乗組員を含めて総勢約60名の従業員を擁する、地域では最大規模の沖合底引網漁業者である。
2011年12月1日に室崎商店の漁業事業を譲受する新会社として設立された。設立時には室崎商店を支援を行った企業再生支援機構（現:地域経済活性化支援機構）も出資を行ったが、再生の目処がたったことから機構の保有株は山陰事業再生支援2号投資事業有限責任組合への譲渡された。

## 沿革
- 2011年12月1日 - 「株式会社浜田あけぼの水産」設立。
- 2012年8月 - 第五、第六あけぼの丸リシップ工事完了[注 1]。
- 2014年8月 - 第十一、第十二あけぼの丸リシップ工事完了。
- 2017年7月 - 第一、第二あけぼの丸リシップ工事完了。

## 保有船
第一、第二あけぼの丸
船籍港：下関、進水日：1991年9月
第五、第六あけぼの丸
船籍港：浜田、進水日：1987年7月
第十一、第十二あけぼの丸
船籍港：浜田、進水日：1988年7月